# Julien (Oper)
Julien ou La vie du poète (dt.: Dichterschicksal oder Julien oder Das Leben des Dichters) ist eine Oper (Originalbezeichnung: „Poème lyrique“) in einem Prolog, vier Akten und acht Bildern von Gustave Charpentier (Musik) mit einem eigenen Libretto. Die Uraufführung war am 4. Juni 1913 in der Salle Favart der Opéra-Comique in Paris.

## Handlung
Der Künstler Julien hat den „Prix de Rome“ gewonnen und arbeitet an seinem ersten Roman. Doch von seiner Geliebten Louise hat er sich entfremdet. Sie fühlt sich nur noch als seine Muse. Gemeinsam besuchen sie im Traumland den Tempel der Schönheit, wo Julien vom Oberpriester erfährt, dass Liebe und Ruhm nicht ohne Leid zu erhalten sind. Tatsächlich stirbt Louise kurz darauf. Julien macht sich auf eine Reise, um von der Liebe und der Schönheit zu predigen, muss aber bald die Nutzlosigkeit seines Tuns erkennen. Für eine Weile findet er Ruhe in einem slawischen Land, wo ihn ein anderes Mädchen an Louise erinnert. Er besucht seine Großmutter in der Bretagne. Diese warnt ihn vor seinem Hochmut, doch Julien verflucht die Sinnlosigkeit des menschlichen Leids. Er geht nach Paris, um sich den Vergnügungen hinzugeben. Dort verfällt er dem Alkohol und dem Wahnsinn. Ein Kabarett erinnert ihn an den Schönheitstempel, ein Straßenmädchen an Louise. Er bricht zusammen.

### Prolog. Begeisterung
Künstlerzimmer der Villa Medici in Rom
Ein zunächst noch leeres Künstlerzimmer. Durch das offene Fenster sieht man das Stadtpanorama und den Sternenhimmel im Frühling. Eine junge Frau ruht in einem Alkoven auf dem Bett. Auf dem Fußboden im Hintergrund und auf einem kleinen Schreibtisch liegt beschriebenes Papier, beleuchtet von einer Bodenlampe.
Erste Szene. Während seines Stipendiums nach dem Gewinn des „Prix de Rome“ träumt Julien von seinem ersten Roman.
Zweite Szene. Louise bemerkt, dass Juliens Liebe inzwischen mehr seinem Werk als ihr gilt. Sie befürchtet, dass sie als seine Muse nur eine flüchtige Bekanntschaft sein könnte.

### Erster Akt. Im Traumland
Erstes Bild. Der heilige Berg
Ein bewachsener Pfad führt den Berg hinauf, auf dessen Gipfel der von der Morgensonne vergoldete Tempel der Schönheit steht.
Szene 1. Der Chor und die „Töchter der Träume“ erwarten die Ankunft der „Schönheit“.
Szene 2. Auf ihrer Wallfahrt zum Tempel genießen der Oberpriester, Wahrsager, Weise, Musen und Dichter, darunter Louise und Julien, die Pracht der Natur als Sinnbild ihrer eigenen Sehnsüchte. Entfernte Stimmen preisen den Dichter und die Verliebten. Eine Stimme aus dem Abgrund ermahnt den „Traum“, sein Versprechen nicht zu brechen.
Zweites Bild. Das verfluchte Tal
Auf demselben Berg, ein Nebenweg zum Tempel, in der Nähe eine finstere Grotte, im Abgrund die verfluchten Dichter. Auf einem aufsteigenden Pfad weben Chimären Nebelschwaden und bunte Wolken, auf denen die Dichter zum Tempel aufsteigen.
Szene 1. Die verfluchten Dichter sehnen sich nach ihren früheren Erfolgen. Trugbilder verführen sie.
Szene 2. Julien und Louise entdecken die Liebe als Lebenszweck.
Drittes Bild. Chor im Tempel der Schönheit
Szene 1.  Im Tempel angekommen beschwören Louise und Julien gemeinsam mit den Töchtern der Träume, Priestern, Dienern der Schönheit, Auguren und Weisen die „unendliche Flamme“, sie zu zerstören, damit ihre „Hoffnung triumphiere“.
Szene 2. Die Einweihung. Begeistert versichert Julien, dass sein Herz ebenso rein sei wie die Flamme. Er wolle jeden Menschen lieben und bete die Schönheit an. Ein Glöckner und sein Gehilfe lästern über das Geschehen und den Schnupfen des Oberpriesters. Für sie ist die Zeremonie lediglich eine Komödie. Der Oberpriester warnt Julien vor den Schattenseiten der Liebe und des Ruhms: Wenn man erst einmal davon gekostet habe, erscheine einem das Leben anschließend umso düsterer. Obwohl sich die gefallenen Dichter erneut bemerkbar machen, lässt sich Julien nicht abschrecken: „Gepriesen sei der Liebende, der weint, denn er hat geliebt!“ Nun akzeptiert der Oberpriester Juliens Wunsch. Sein Leidenweg soll beginnen.
Szene 3. Ein Zelebrant, Priester und Auguren beschwören die „Schönheit“.
Szene 4. Die Töchter der Träume, Diener der Schönheit, Weise und der Oberpriester stimmen in den Lobgesang ein.
Szene 5. Julien bittet die „Schönheit“, über ihn zu wachen, wie eine Mutter über ihr Kind. Die „Schönheit“/Louise ermahnt ihn, sich vor dem Stolz zu hüten und auf ewig zu lieben.

### Zweiter Akt. Der Zweifel
Eine slawische Landschaft
Rechts eine Strohhütte, links ein Rasenhügel und ein Brunnen. Eine kleine Bank vor der Hütte. Eine Straße führt quer über die Bühne. Sommernachmittag.
Szene 1. Nach dem Tod Louises reist Julien alleine durch die Lande, um Liebe zu predigen und das Leid der Menschen zu lindern. Doch unter der Last des Alltags will ihn niemand anhören. Er wurde verspottet und vertrieben. Desillusioniert sucht er nur noch einen Ort, an dem weder Hass noch Eigennutz herrschen. Nun ist er in einem slawischen Land bei armen Leuten untergekommen, die unter der Last ihrer Arbeit stöhnen. Arbeiter, Holzfäller, Steinklopfer, Bauern und ein junges Mädchen kommen zu Wort. Ein Bauer rät Julien, nicht nach dem Unmöglichen zu streben. Ihm könne nicht gelingen, was selbst Gottes Sohn nicht gelungen ist. Stattdessen solle er bei ihnen bleiben, um seine Ruhe zu finden. Julien glaubt nicht, dass er das Glück wiederlangen kann.
Szene 2. Stimmen der Nacht sprechen Julien Mut zu. Ein junges Mädchen versucht vergeblich, ihn zu trösten. Sie heißt ebenfalls Louise und bietet ihm ihre Freundschaft und ihre Liebe an. Julien lehnt ab, da er nicht erneut enttäuscht werden will.
Szene 3. Der Bauer erneuert seine Einladung, weist aber darauf hin, dass er keine Liebeleien vor seiner Tür duldet.
Szene 4. Julien fragt sich, was die Zukunft ihm bringen wird.

### Dritter Akt. Machtlosigkeit
Wilde Gegend in der Bretagne unweit des Meers
Links ein verfallenes Wohnhaus mit einer großen Terrasse. Eisiger Nebel. In der Nähe ein Kreuzweg. Eine gewundene Straße führt auf einen Abgrund zu. Bewölkter Himmel. Herbst.
Szene 1. Julien ist in seine Heimat nach Frankreich zurückgekehrt. Bretoninnen beten zur Jungfrau Maria. Julien ist verzweifelt.
Szene 2. Juliens Großmutter rät ihm zum Gebet. Sie erinnert ihn seine verstorbene Mutter. Im Hintergrund verflucht ein Chor verzweifelter Menschen das Schicksal. Die Großmutter beschuldigt sie des Hochmuts und warnt Julien vor dem Stolz. Julien fragt sich, woher sie ihre Weisheit hat, da sie nicht einmal lesen kann. Er ist hin- und hergerissen.
Szene 3. Julien ignoriert den Rat seiner Großmutter und verflucht die Sinnlosigkeit des menschlichen Leids.

### Vierter Akt. Trunkenheit
Erstes Bild. Abgelegener Winkel am Boulevard. In der Nähe ein Fest
Szene 1. Während Julien das Vergessen sucht, lästert das feiernde Volk Gott.
Szene 2. Ein Straßenmädchen behauptet, eine Muse zu sein und einen Trank zu kennen, der alle Schmerzen heile. Sie will mit Julien die Nacht im Freien verbringen. Julien wendet sich angewidert von ihr ab.
Szene 3. Durch die Ähnlichkeit des Mädchens mit Louise wurde Julien an seine Jugendträume erinnert. Er bedauert, soviel Zeit an Trugbilder vergeudet zu haben.
Szene 4. Straßenjungen singen ein Lied über das verstorbene Mädchen Nina, das behauptet hatte, eine Messe besucht zu haben, aber stattdessen eine Stunde Unterricht in der Liebe genommen hatte.
Szene 5. Julien beschließt, sich von nun an dem Vergnügen und dem Wein hinzugeben.
Szene 6. Der Glöckner und sein Gehilfe aus dem ersten Akt treffen auf drei Straßenmädchen.
Zweites Bild. Place Blanche am Montmartre
Karnevalsabend und Jahrmarkt. Links ein Kabarett mit einer großen Terrasse auf der Straße. Ein Schlitten steht auf dem Platz. Links vorne die Ecke einer Baracke. In der Mitte das Theater der Ideale mit den verblassten Märchenkulissen des Jahrmarkts. Im Hintergrund eine Tanzveranstaltung. Die erleuchteten Gebäudetrakte des Moulin Rouge dominieren die Szene. Fest- und Karnevalsgäste. Zehn Uhr abends.
Szene 1. Ein Magier preist seine Vorstellung an, in der er die „seltenste Schönheit“ präsentieren will. Modelle und Malerlehrlinge, Handlungsgehilfen, Gassenjungen, Dirnen, Studenten, Feen und Nymphen feiern und singen. Auch die Stimme eines Kellners ist zu hören. Das Straßenmädchen präsentiert sich als die „Schönheit“, doch für Julien hat sich Schönheit als Lüge entpuppt. Inzwischen völlig betrunken ruft er aus, dass es weder Gut noch Böse gebe und der Mensch nicht mehr sei als ein Lasttier.
Szene 2. Der Magier, Feen und Nymphen beobachten die Raserei der Menge, die Juliens Worte aufgenommen hat.
Szene 3. Das Mädchen trällert.
Szene 4. Die Gesänge erinnern Julien an seine Jugend und den Schönheitstempel. Die Töchter der Träume erscheinen wieder. Erschöpft bricht Julien zusammen.

## Gestaltung
Charpentier führt in Julien seine bereits in der Vorgängeroper Louise vorgestellten Ideen weiter. Beide Opern haben dieselben Hauptfiguren und enthalten autobiographische Elemente – im Falle von Julien den im Prolog geschilderten Aufenthalt in der Villa Medici nach dem Gewinn des „Prix de Rome“ und das Großstadtleben am Montmartre. Gemeinsam ist beiden Werken auch die große Zahl an Nebenrollen.
Im Gegensatz zu der realistisch dargestellten Oper Louise besteht Julien jedoch vorwiegend aus imaginären Szenen. Charpentier zufolge sind außer im Prolog „Louise und die verschiedenen Charaktere, die Julien umgeben, weniger echte Personen als die äußeren Erscheinungsbilder ihrer inneren Seelen“. Julien verhält sich als „düsteres Nachtstück“ konträr zur melodramatischen Louise. Hauptthema ist hier die Selbstfindung des Künstlers. Vorbilder sind das Stationendrama wie Strindbergs Traumspiel und der Bildungs- und Reiseroman. Juliens Reise offenbart ihm jedoch nur seine eigene Unmündigkeit.

### Instrumentation
Die Orchesterbesetzung der Oper enthält die folgenden Instrumente:
- Holzbläser: Piccoloflöte (auch Flöte), zwei Flöten, zwei Oboen, Englischhorn (auch Oboe), drei Klarinetten, Bassklarinette, vier Fagotte, Sarrusophon
- Blechbläser: vier Hörner, vier Pistons, zwei Trompeten, vier Posaunen, Tuba
- Pauken, Schlagzeug: Große Trommel, Kastagnetten Becken, Triangel, Tamburin, Tamtam, Glockenspiel, Glocken in Cis, E u. A
- Orgel
- zwei Harfen
- Streicher
- Bühnenmusik Gruppe I: Piccoloflöte, zwei Pistons, zwei Altsaxophone in Es, Basssaxophon in C
- Bühnenmusik Gruppe II: vier Posaunen, zwei Basssaxophone in B, Kontrabasssaxophon in B, Schlagzeug (kleine Trommel, große Trommel, Becken, Trillerpfeifen, Mirlitons), Drehorgel

## Werkgeschichte

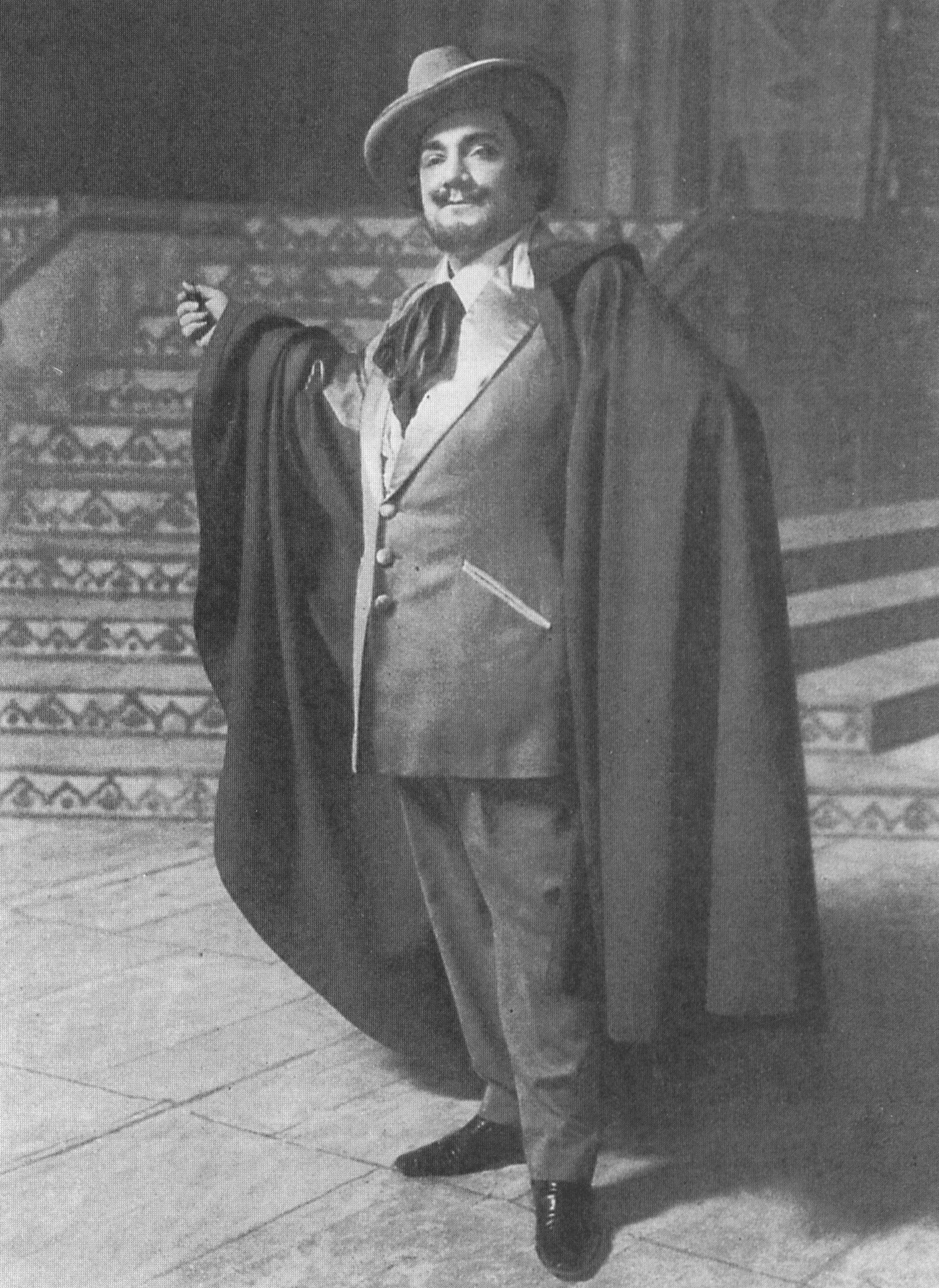
Enrico Caruso als Julien in Louise an der MET 1914

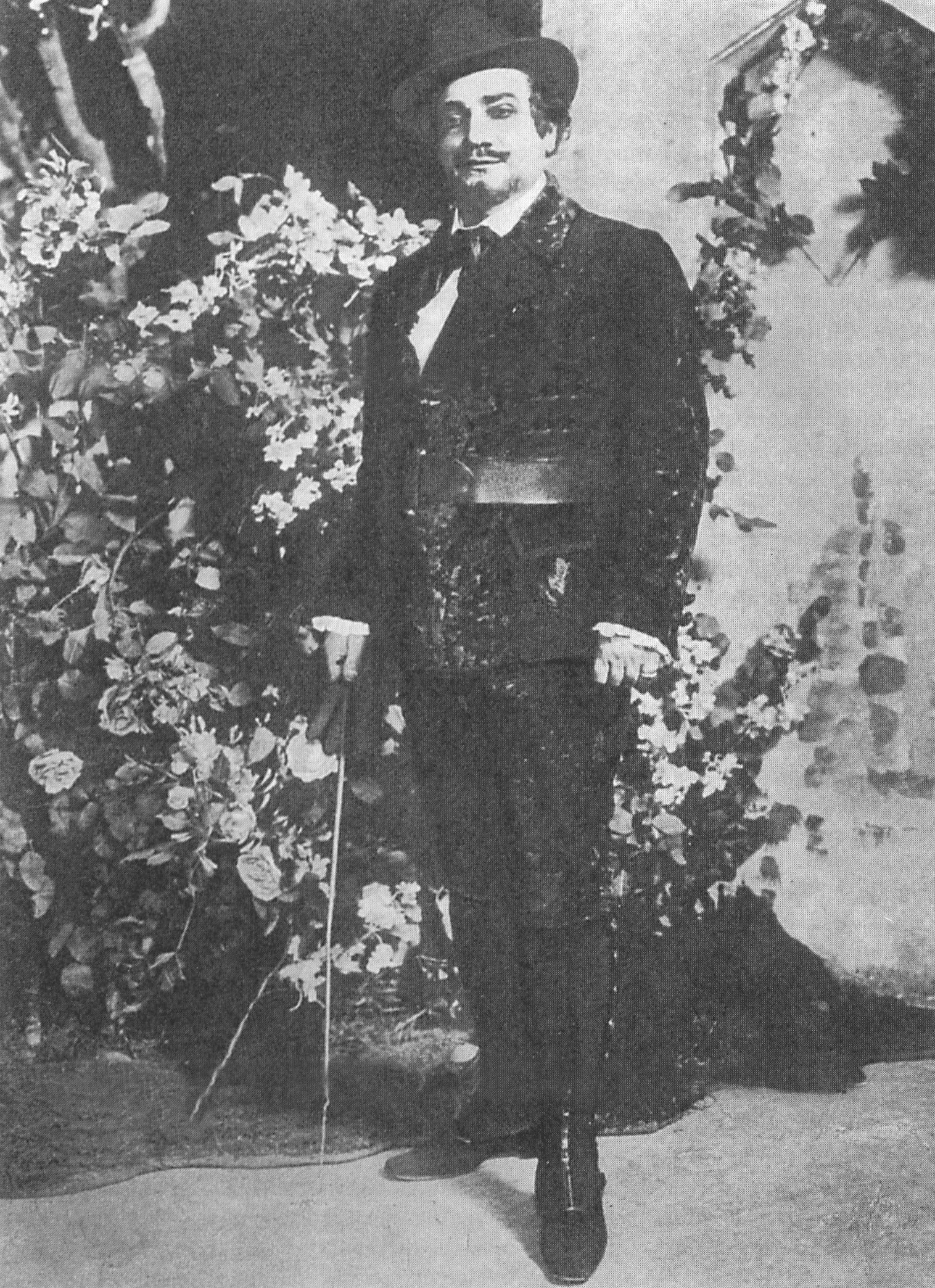
Enrico Caruso als Julien in Julien an der MET 1914

Charpentiers Julien ist eine Fortsetzung seines dreizehn Jahre zuvor herausgekommenen großen Erfolges Louise. Er integrierte darin sein 1889/99 komponiertes symphonisches Drama La vie du poète.
Bei der Uraufführung am 4. Juni 1913 in der Salle Favart der Opéra-Comique in Paris sangen in den Hauptrollen Charles Rousselière (Julien), Marguerite Guiraud-Carré (Louise) und Raymond Boulogne (Oberpriester). Die musikalische Leitung hatte Albert Wolff, Regie führte Albert Carré, und das Bühnenbild stammte von Lucien Jusseaume.
Die Oper konnte nicht annähernd an den Erfolg von Louise anknüpfen. Sie wurde an der Opéra-Comique nur 20 Mal gespielt. 1914 gab es zwei weitere Produktionen an der Metropolitan Opera in New York (in französischer Sprache mit Geraldine Farrar und Enrico Caruso) und in Prag in einer tschechischen Übersetzung. Erst 2001 wurde sie am Theater Dortmund erneut aufgeführt.

## Aufnahmen
- 2001 (live aus Dortmund, gekürzt): Axel Kober (Dirigent), John Dew (Inszenierung), Philharmonisches Orchester Dortmund, Chor und Extrachor des Theaters Dortmund. Norbert Schmittberg (Julien), Barbara Dobrzanska (Louise / Schönheit / junges Mädchen / Juliens Großmutter, Nutte), Karl-Heinz Lehner (Vater von Louise / Oberpriester / Bauer / Magier), Sonja Borowski-Tudor (Mutter von Louise / Bäuerin), Jeff Martin (Gehilfe / Arbeiter / Student / Zelebrant / Stimme aus dem Abgrund), Hannes Brock (Glöckner / Holzfäller / Künstler / Steinklopfer / Totengräber / Stimme aus dem Abgrund), Diane Blais (leichtes Mädchen).[6]:2726